# Forillons nationalpark
Forillons nationalpark (franska: Parc national du Canada Forillon) är en nationalpark på Gaspéhalvön i Québec i Kanada. Parken inrättades 1970 och omfattar en yta av cirka 244 kvadratkilometer. I parken finns skogar, kuster, salta våtmarker, sanddyner, klippor och bergsområden. Forillon nationalpark hyser en skyddsvärd flora och vid kusten finns häckande kolonier av sjöfåglar och marina däggdjur som sälar och valar. I skogsmarkerna hör älg och svartbjörn till de större däggdjuren.
Området där Forillons nationalpark ligger har även en rik kulturell historia, då det varit bebott av människor under lång tid. Mi'kmaq, som tillhör Kanadas First Nations, har under många hundra år besökt området för att fiska i vikarna. I närheten av de största vikarna etablerades byar, medan det vid mindre vikar fanns familjebosättningar.